# Pierre de Blarru

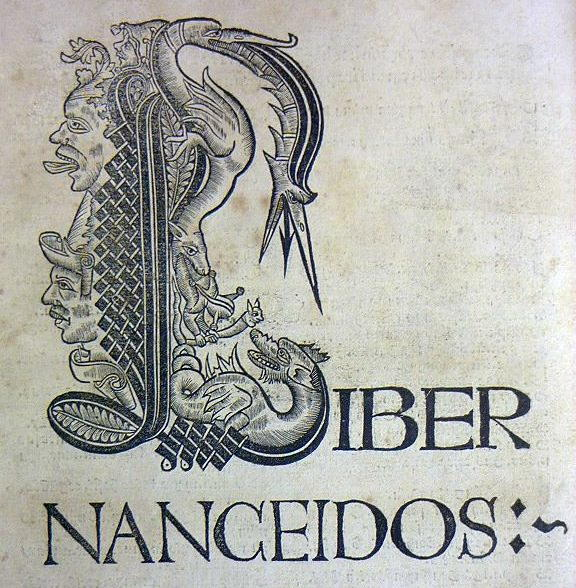
Titel der Nancéide 1518

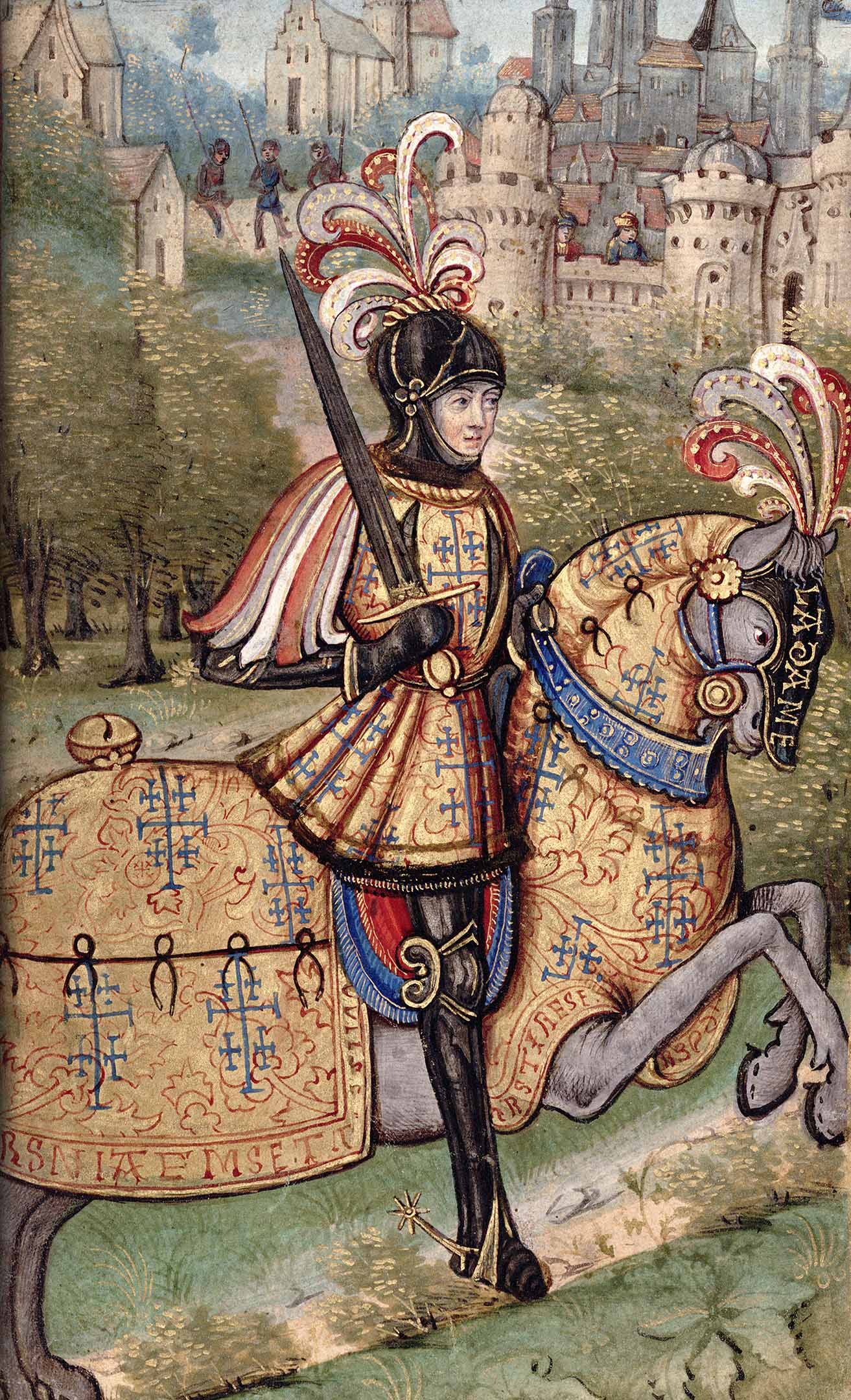
René von Lothringen in der Handschrift der Nancéide

Pierre de Blarru, latinisiert Petrus de Blaro Rivo (* 3. April 1437 in Paris; † 23. November 1510 in Saint-Dié), war ein Kanoniker von St. Dié und Humanist. Er gehörte dort zum gleichen gelehrten Zirkel wie Matthias Ringmann und Martin Waldseemüller.
Sein bedeutendstes Werk ist das 1518 postum gedruckte lateinische Epos „Liber Nancéidos“ (französisch: „Nancéide“), das Blarru um 1500 schrieb, um den Sieg Herzog Renés II. von Lothringen über Karl den Kühnen von Burgund zu feiern. In Nancy (Musée Lorrain) existiert - als einzige Überlieferung vor dem Druck – eine um 1500 entstandene illustrierte Handschrift des Werks.

## Werke
- La Nancéide ou la Guerre de Nancy, poëme latin de Pierre de Blarru, avec la traduction française, hrsg. von Ferdinand Schütz, Bd. 1–2, Nancy 1840 Google Bd. 1, Bd. 2
- La Nancéide - Le poème consacré à la victoire remportée devant Nancy par le duc de Lorraine René II sur le duc de Bourgogne, Charles le Téméraire, le 5 janvier 1477, Collection Études anciennes, Éditions Adra Nancy, Nancy : 2006 (nicht eingesehen)